# Chiriguaná
Chiriguaná – miasto w Kolumbii, w departamencie Cesar.